# Escola d'Anvers

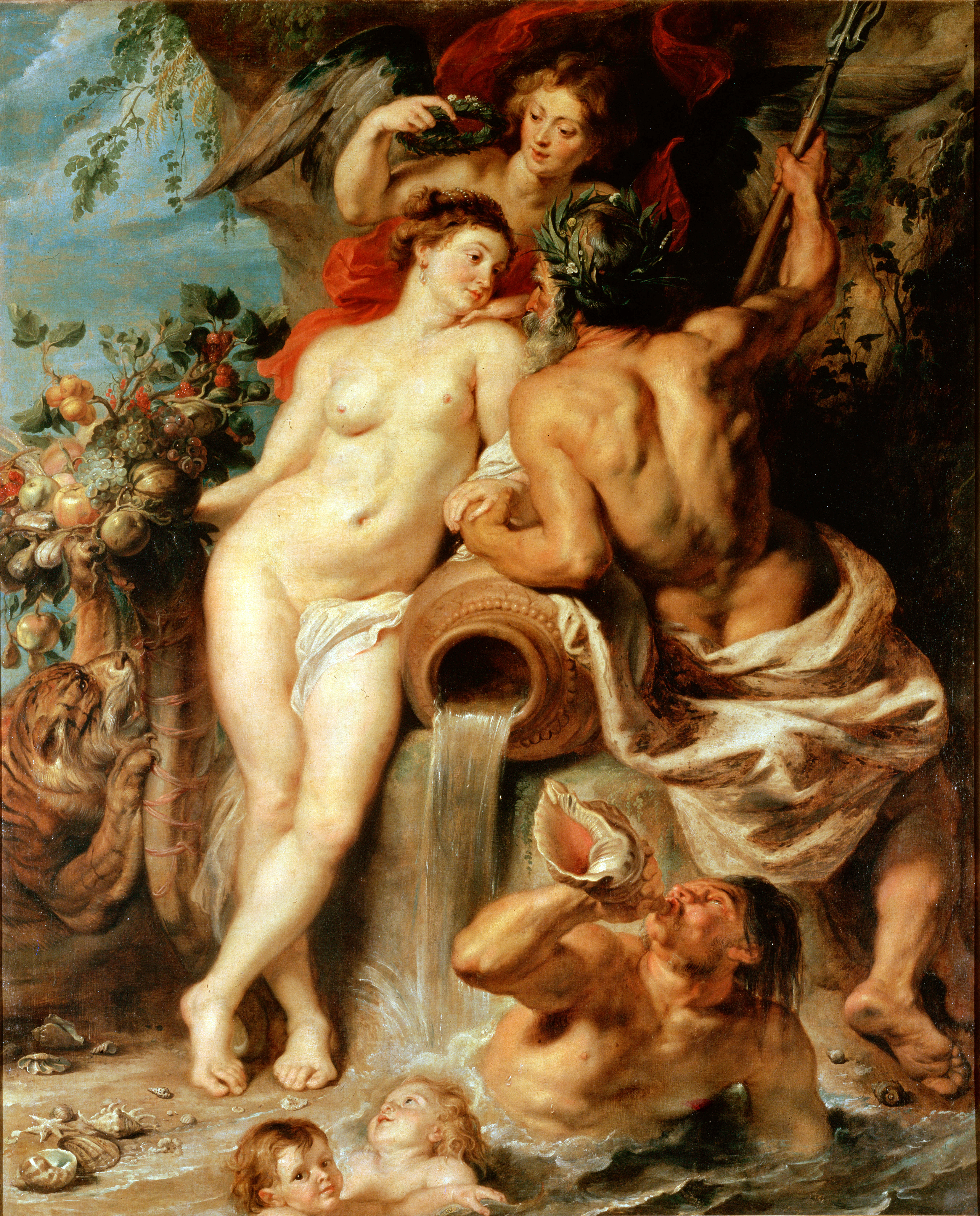
Peter Paul Rubens: La unió de la Terra i l'Aigua (Anvers i l'Escalda)

L'Escola d'Anvers engloba als artistes actius a Anvers durant el segle xvi, quan la ciutat era el centre econòmic dels Països Baixos, i durant el segle xvii, quan es va convertir en la fortalesa artística del Barroc flamenc sota la influència de Peter Paul Rubens.

## Història
Anvers va substituir Bruges com a principal centre comercial de Flandes al voltant de 1500. Els pintors, artistes i artesans es van unir al gremi de Sant Lluc, que formava els aprenents i garanta la qualitat de les obres.
La primera escola d'artistes que va sorgir a la ciutat van ser els manieristes d'Anvers, un grup de pintors gòtics tardans anònims que estaven actius a la ciutat des del voltant de l'any 1500 fins a 1520. Els van seguir els manieristes de tradició italiana que es van desenvolupar al final de l'Alt Renaixement. Jan Gossaert va ser el principal artista de la ciutat en aquesta època. Altres artistes, com Frans Floris, van seguir aquest estil.
Les revoltes iconoclástiques (Beeldenstorm en neerlandès) de 1566 que van precedir la Guerra dels Vuitanta Anys van donar com a resultat la destrucció de moltes obres d'art religiós, i la necessitat que les esglésies i els monestirs es tornessin a moblar i redecorar. Artistes com Otto van Veen i membres de la família Francken, treballant en un estil manierista tardà, van proporcionar nova decoració religiosa. També va marcar el principi del declivi econòmic de la ciutat, quan el riu Escalda va quedar bloquejat per la república Holandesa el 1585 i el comerç va disminuir.
La ciutat va experimentar un renaixement artístic el segle xvii. Els grans tallers de Peter Paul Rubens i Jacob Jordaens, i la influència d'Anton van Dyck, van fer d'Anvers el centre del barroc flamenc. La ciutat era un centre de publicació internacionalment significatiu, i tenia una enorme producció de gravats d'antics mestres i il·lustracions de llibres. Els pintors d'Anvers especialistes en animals (anomenats animalistes, com Frans Snyders, Jan Fyt i Paul de Vos van dominar aquesta especialitat a Europa durant almenys la primera meitat del segle. Molts artistes es van unir a la guilda de romanistes, una societat per a la qual s'exigia haver visitat Roma. Però així que l'economia va continuar declinant, i els governadors Habsburg i l'església van reduir el seu mecenatge, molts artistes formats a Anvers van marxar als Països Baixos, Anglaterra, França i altres destins, i a finals del segle xvii Anvers ja no era el centre principal de l'art.

## Artistes de l'escola d'Anvers

### Segle XVI

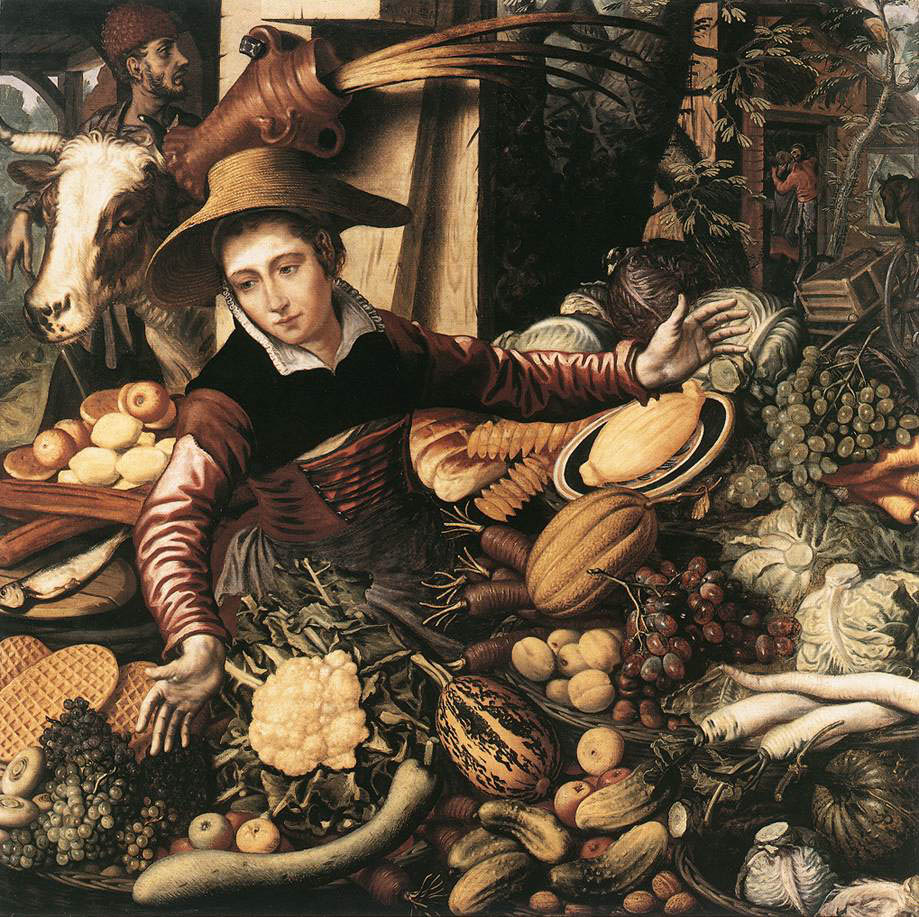
Pieter Aertsen: Venedora d'hortalisses, 1567

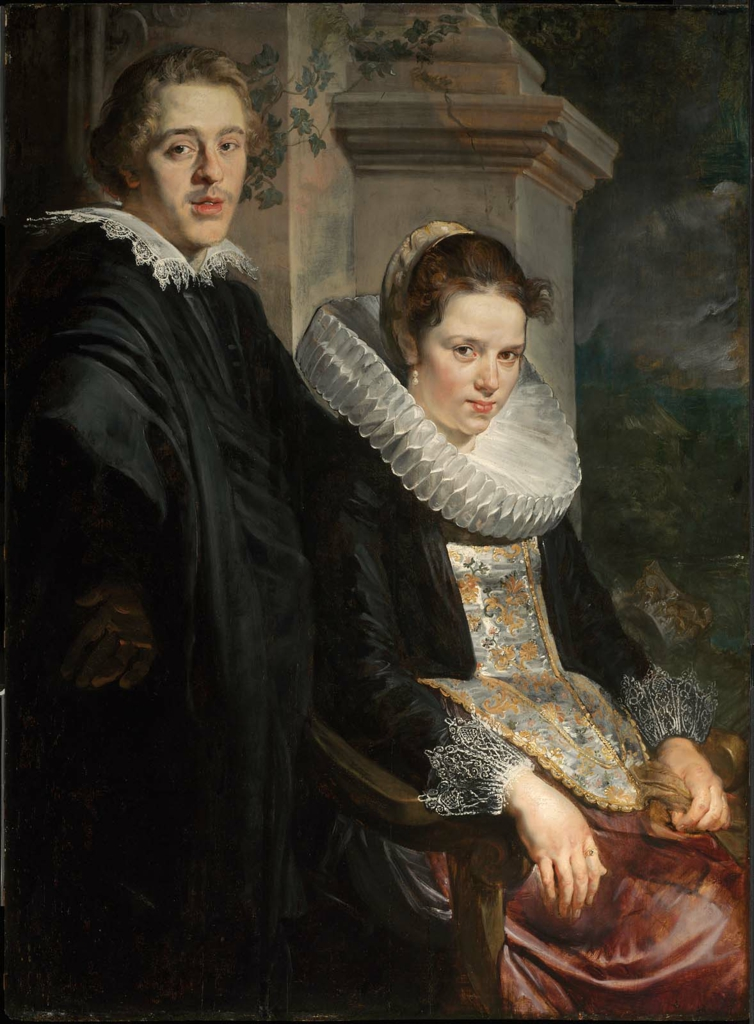
Jacob Jordaens: Retrat d'una jove parella casada, 1615-1620

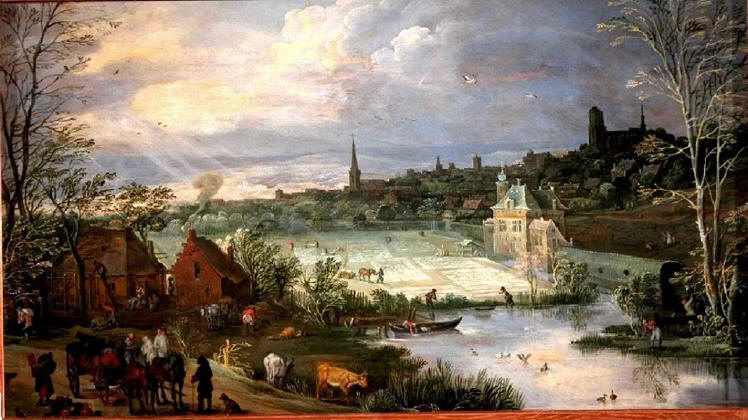
Joos de Momper: La primavera, abans de 1635

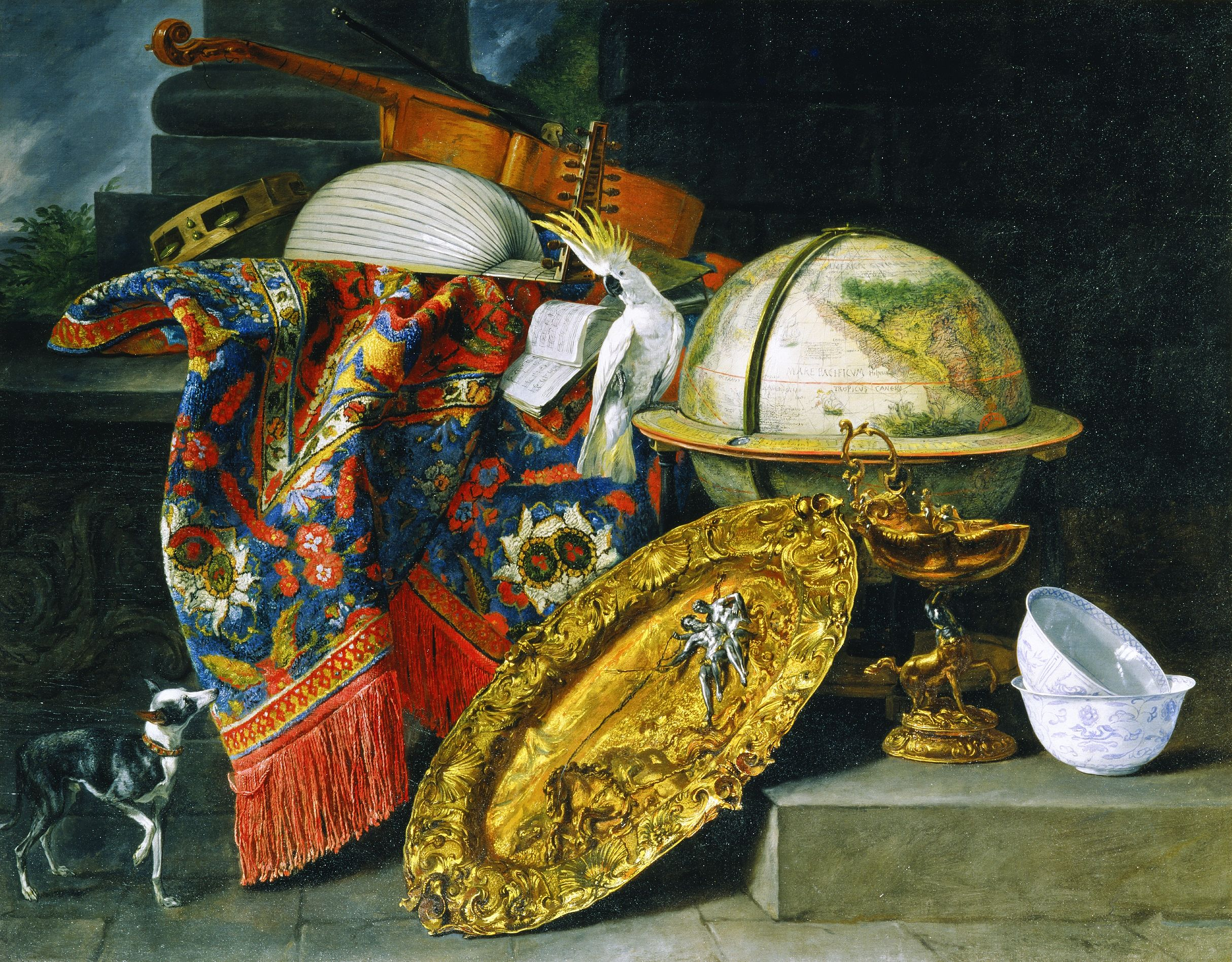
Pieter Boel: Bodegó, h. 1658

- Pieter Aertsen
- Paul Brill
- Pieter Brueghel el Vell
- Joos van Cleve
- Gillis van Coninxloo
- Frans Floris
- Ambrosius Francken el Vell
- Frans Francken el Vell
- Hieronymus Francken el Vell
- Lucas d'Heere
- Jan Sanders van Hemessen
- Jan Matsys
- Quentin Massys
- Joos de Momper
- Jan Gossaert
- Adam van Noort
- Joachim Patinir
- Frans Pourbus el Vell
- Bartholomeus Spranger
- Otto van Veen
- Marten de Vos

### Seglexvii
- Hendrick van Balen
- Pieter Boel
- Adriaen Brouwer
- Jan Brueghel el Vell
- Jan Brueghel el Jove
- Pieter Brueghel el Jove
- Gaspar de Crayer
- Abraham van Diepenbeeck
- Anton van Dyck
- Frans Francken el Jove
- Jan Fyt
- Antoon Gheringh
- Jacob Jordaens
- Erasmus Quellinus II
- Peter Paul Rubens
- Daniel Seghers
- Jan Siberechts
- Frans Snyders
- David Teniers el Jove
- Theodoor van Thulden
- Adriaen van Utrecht
- Cornelis de Vos
- Paul de Vos
- Jan Wildens
- Thomas Willeboirts Bosschaert